# Новая Княсьпа
Новая Княсьпа — посёлок в муниципальном округе Карпинск Свердловской области России. Посёлок расположен на реке Турье.

## География
Новая Княсьпа находится в горно-таёжной местности Северного Урала, в верхнем течении реки Турьи, на левом берегу. Ближайший город и окружной центр — Карпинск — расположен в 25 километрах к юго-западу от посёлка по прямой и в 30 километрах по дороге. В пяти километрах к северо-западу и северо-востоку от Новой Княсьпы находятся живописные Малое и Большое Княспинские озёра соответственно.

## Население
| 2002 | 2010 |
| ---- | ---- |
| 118  | ↘36  |

Структура
По данным Всероссийской переписи населения 2002 года, национальный состав Новой Княсьпы следующий: русские — 84 %, немцы — 10 %, украинцы — 8 %. По данным переписи населения 2010 года, в посёлке проживали 18 мужчин и столько же женщин.